# Classe Amazonas
A Classe Amazonas foi uma classe de contratorpedeiros construídos para a Marinha do Brasil na década de 1940 no Arsenal de Marinha das Ilha das Cobras. Inicialmente foi denominada como Classe Acre também como Classe A, por conta da mudança posterior no número de amura das embarcações, onde Acre, marcado como A4, passou a ser D10, o primeiro da lista.
Todos os navios foram desativados na década de 1970, com exceção dos CT Ajuricaba (D-11) e CT Apa (D-13), que foram baixados na década de 1960.

## História

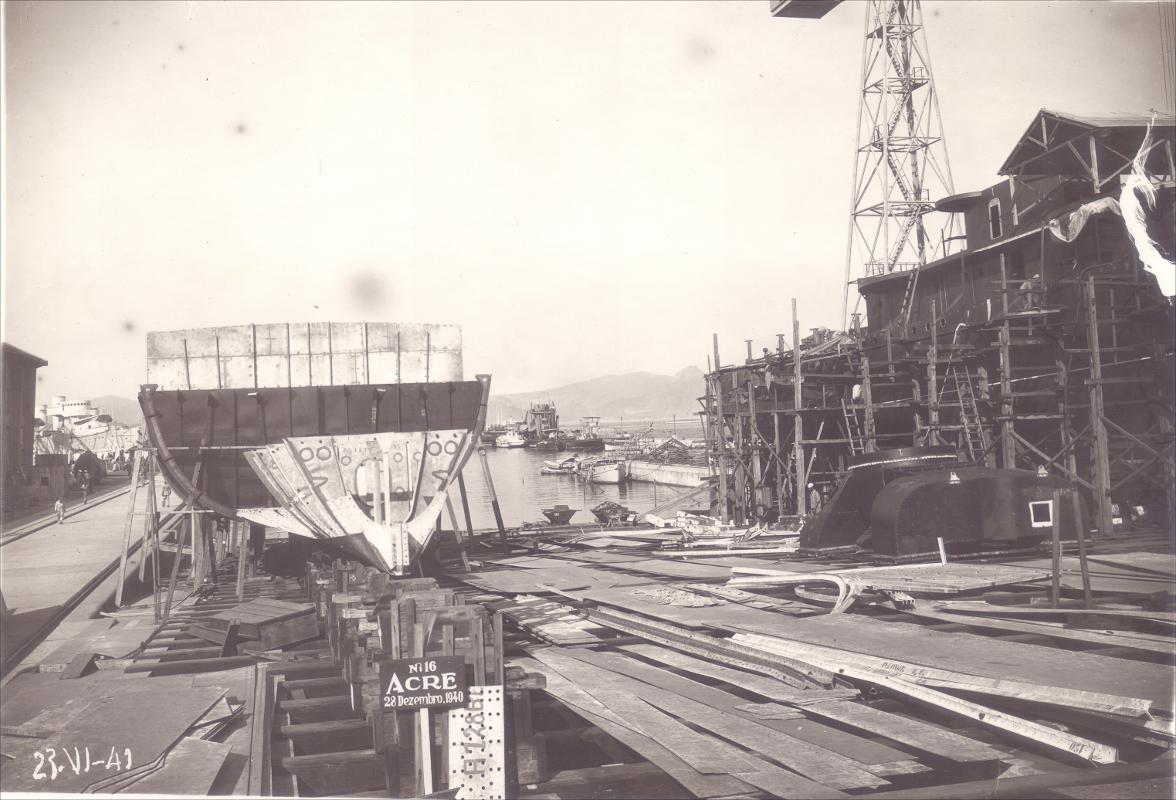
CT Acre em construção (1941).

Estes navios foram construídos no Brasil após um acordo com o governo do Reino Unido, que requisitaram com o início da Segunda Guerra Mundial os seis contratorpedeiros da Classe J (Juruá, Javary, Jutahy, Juruena, Jaguaribe e Japurá) que estavam sendo construídos no Reino Unido. Os britânicos e aceitaram a solicitação brasileira para que navios dessa classe fossem construídos no Brasil com suporte técnico britânico. A mudança do suporte técnico britânico para norte-americano também fez com que os navios da classe apresentasse características diferentes ao projeto inicial britânico.
Havia também uma diferença de velocidade entre o Acre e Ajuricaba e os demais navios da classe, equipados respectivamente com turbinas General Electric de 34500 hp e Westinghouse de 45000 hp.
| Nome      | Nº de amura    | Estaleiro                                           | Batimento de quilha | Lançamento ao mar      | Comissionado           | Baixa no registro |
| --------- | -------------- | --------------------------------------------------- | ------------------- | ---------------------- | ---------------------- | ----------------- |
| Amazonas  | A1; depois D12 | Arsenal da Marinha, Ilha das Cobras, Rio de Janeiro | julho de 1940       | 29 de novembro de 1943 | 10 de novembro de 1949 | 1973              |
| Araguari  | A2; depois D15 | Arsenal da Marinha, Ilha das Cobras, Rio de Janeiro | dezembro de 1940    | 14 de julho de 1946    | 23 de junho de 1951    | 1974              |
| Ajuricaba | A3; depois D11 | Arsenal da Marinha, Ilha das Cobras, Rio de Janeiro | dezembro de 1940    | 30 de maio de 1945     | dezembro de 1951       | julho de 1964     |
| Acre      | A4; depois D10 | Arsenal da Marinha, Ilha das Cobras, Rio de Janeiro | dezembro de 1940    | 30 de maio de 1945     | 10 de dezembro de 1951 | julho de 1974     |
| Araguaya  | A5; depois D14 | Arsenal da Marinha, Ilha das Cobras, Rio de Janeiro | julho de 1940       | 24 de novembro de 1943 | 3 de setembro de 1949  | 1974              |
| Apa       | A6; depois D13 | Arsenal da Marinha, Ilha das Cobras, Rio de Janeiro | dezembro de 1940    | 30 de maio de 1945     | dezembro de 1951       | 1964              |